# Louis-Augustin-Joseph Faury
Louis-Augustin-Joseph Faury, francoski general, * 1874, † 1947.